# Burberry
Burberry és una casa britànica de moda i bellesa de luxe fundada per Thomas Burberry l'any 1856 a Basingstoke, Anglaterra. La casa és responsable de la creació de la gavardina dissenyada pel fundador amb la intenció de protegir de les constants precipitacions i aportar més comoditat i calidesa al portador.
Actualment la sede de la marca, està situada a Londres i des de 2018 Riccardo Tisci és el seu director creatiu. Burberry compta amb el títol de Proveïdor Reial tant de la reina Elisabet II, com del príncep de Gal·les. La casa compte amb unes cinc-centes botigues pròpies arreu del món i el seu símbol representatiu és un cavaller anglès muntat en un corcel.

## Història
Thomas Burberry va néixer el 1835 i el 1856, amb vint-i-un anys, va obrir la seva primera botiga de roba a Basingstoke. El tipus de roba que dissenyava se centrava a protegir a les persones del temps britànic, un clima habituat a les precipitacions. El 1879 Burberry va aconseguir crear una tela de cotó resistent a l'aigua, transpirable i lleugera, ja que fins llavors els impermeables eren incòmodes i pesats. D'aquesta tela va dissenyar i crear la gavardina. Amb l'èxit que va tenir aquesta creació Thomas Burberry i els seus fills van obrir una botiga a la capital, Londres. Per evitar les còpies, el 1904, el dissenyador va registrar el logotip del cavall, però no es va començar a posar a la roba fins al 1920 quan ja es va convertir en una marca enregistrada. Aquell mateix any es comença a utilitzar el motiu a quadres per folrar l'interior de les seves peces de pluja. El 1955 la reina Elisabet II concedeix una autorització real a Burberry com proveïdor de productes impermeables. Sobre els anys següents la marca inicia la producció de tota classe de productes com bufandes de caixmir o paraigües.
El 1997 Rose Marie Bravo es converteix en presidenta de Burberry i aconsegueix portar a les passarel·les a la marca. El 1999 el director d'art Fabien Baron dissenya un nou logotip i un any després obren la seva primera botiga a Bond Street. Burberry es converteix en la primera marca a retransmetre en directe una desfilada de moda i unir-se a la iniciativa de comerç ètic. El 2014 opera directament més de 500 botigues arreu del món. Uns anys després com a motiu de celebrar la diversitat i inclusió fa tres grans donacions a importants organitzacions dedicades a donar suport al col·lectiu LGBTQ+ i en la col·lecció de febrer presenta el Rainbow Vintage Checks. Riccardo Tisci és nomenat director Creatiu de la marca.

## Gavardina
La gavardina és una peça de roba d'abrigar amb feta un cotó impermeable, lleuger i transpirable inventat per Thomas Burberry en 1879. Es fabrica a Castleford, Yorkshire des de fa més de cinquanta anys. El coll de la peça és una de les parts de la producció, cada sastre triga un any a aprendre la costura del coll i es cusen més de 180 punts a mà per crear una corba fluida.
En els orígens la gavardina servia per protegir els militars en la Primera Guerra Mundial, les espoletes de la jaqueta mostraven el rang de l'oficial i els anells en forma de D s'utilitzaven per fixar els equips.

## Economia
Burberry és una marca de la indústria de la moda que té ingressos de 2,63 milers de milions de lliures esterlines, 189 milions d'ingressos d'explotació i 122 milions ingressos nets. El preu de les seves accions és de 1.874,00 GBX.